# Есмагамбетов, Кушим Лекерович
Кошим Лекерович Есмагамбетов (29.10.1938 — 22.11.2016) — советский и казахстанский историк, издатель — энциклопедист, переводчик, учёный, педагог, доктор исторических наук, профессор, общественный деятель, академик Академии социальных наук.

## Биография
Родился 29 октября 1938 года в Канбактинском ауле Индерского района Атырауской области.
В 1965 году с отличием окончил Университет дружбы народов им. Патриса Лумумбы по специальностям «историк» и «переводчик английского языка» в городе Москве.
В 2001 году защитил докторскую диссертацию на тему «Зарубежная историография истории Казахстана (с древних времен до начала 90-х жж. XX в.)».
Скончался 22 ноября 2016 года.

## Трудовая деятельность
• 1965—1966 — Преподаватель Казахского государственного университета им. С. М. Кирова
• 1967 — Зав. Протокольным отделом Министерства иностранных дел Казахской ССР
• 1967 — Участник приема Министерства иностранных дел СССР, организованного в честь делегации Ирака (г. Москва)
• 1968 — Старший инспектор отдела преподавания общественных наук Министерства высшего и среднего специального образования Казахской ССР
• 1968—1971 — Аспирант Казахского государственного университета им. С. М. Кирова
• 1971—1972 — Старший преподаватель Алматинского института народного хозяйства
• 1972—1973 — Помощник министра высшего и среднего специального образования Казахской ССР
• 1973—1980 — Старший преподаватель, доцент Казахского государственного женского педагогического института
• 1984—1993 — Научный редактор, зав. отделом Главной редакции «Қазақ энциклопедиясы»
• 1993—1996 — Заведующий отделом внешних сношений Министерства финансов Республики Казахстан
• 1996—1997 — Заведующий отделом Главной редакции «Қазақ энциклопедиясы»
• 1997—2000 — Руководитель Центра социальных и гуманитарных наук Главной редакции «Қазақ энциклопедиясы»
• 2000—2002 — Директор Центра научно-технической информации по архивному делу и документоведению Республики Казахстан
• 2003—2011 — Научный консультант секции «Архивы и библиотека» Государственной программы «Культурное наследие»
• С 2003 по 2016 год был старшим научным сотрудником Института востоковедения им. Р.Б. Сүлейменов при МОН РК

## Научная деятельность
Научная деятельность К. Л. Есмагамбетова направлена на обоснование и утверждения в сознании людей представления о том, что история Казахстана является составной частью мировой исторической науки. Данный подход способствует
отечественной историографии избавиться от имперско-колониалистских идей и концепций советского периода, вооружиться передовой методологией изучения истории общества. Об этом свидетельствуют следующие работы: «Действительность и фальсификация», «Что писали о нас на Западе», «Көне Қазақстанды көргендер», «Қазақтар шетел әдебиетінде» и очерк
«Евро-американская историография Казахстана и Средней Азии» (80 стр.) Он является также одним из авторов (третьего и четвертого томов, 2000, 2010 г.г.) пятитомной «Истории Казахстана». Им составлено и издано 12-томное «Полное собрание сочинений Мустафы Шокая» (общий объем 430 страниц). Под его научным руководством подготовлено 9 докторов наук, 13 кандидатов наук.

## Годы работы в Казахской энциклопедии
С 1968 по 1980 год участвовал в издании 13 томов «Казахской советской энциклопедии», «Энциклопедии Западно-Казахстанской области», «Акмола», «Энциклопедии Мангистауской области», «Энциклопедии Северо-Казахстанской области», «Энциклопедии Индерского района». Как руководитель Центра социальных и гуманитарных наук Главной редакции «Казахской энциклопедии» он создал словарь национальной энциклопедии «Казахстан» и заложил концептуальную основу.
С начала 1990-х под его научным руководством составлены сборники «Кто в казахстанской науке» (1999), «Саксонский воин — символ духа предков» (1998), «Курмангазы», «Коркыт Ата» (1999), «Младший жуз хан 1736 года. Дневник Джона Кастла, Визит в Абулхаир, Казахскую диаспору» (1997), «Абулхаир Хан» (2004) и др. книги были разработаны и представлены читателям.
Перевел с английского на казахский язык книги Джорджа Демко «Колонизация русскими Казахстана, 1896—1916 г.г.» (А., 1997), Сури и Пракаш Синха «Философия права» (А.,1999, совместно с А.Мукановой и Б. Мизамханом).

## Семья
Жена — Жалелова Сатыбай Хабделовна. Дети — Алмат, Жаннат, Абай, Гульмира, Аскар.

## Награды и звания
1. Доктор исторических наук (2001)
2. Профессор (2001)
3. Академик Академии социальных наук (1998)
4. «Отличник печати» Комитета печати СССР (1990)
5. Медаль «Ерен еңбегі үшін» (2007)
6. Нагрудный знак «За вклад в развитие науки РК» (2008)
7. Юбилейная медаль «10 лет Астане» (2008)
8. Лауреат премии им. Ч.Валиханова (2009)